# Gouvernement provisoire de la Sibérie autonome
Ne doit pas être confondu avec Gouvernement provisoire sibérien (Vladivostok).

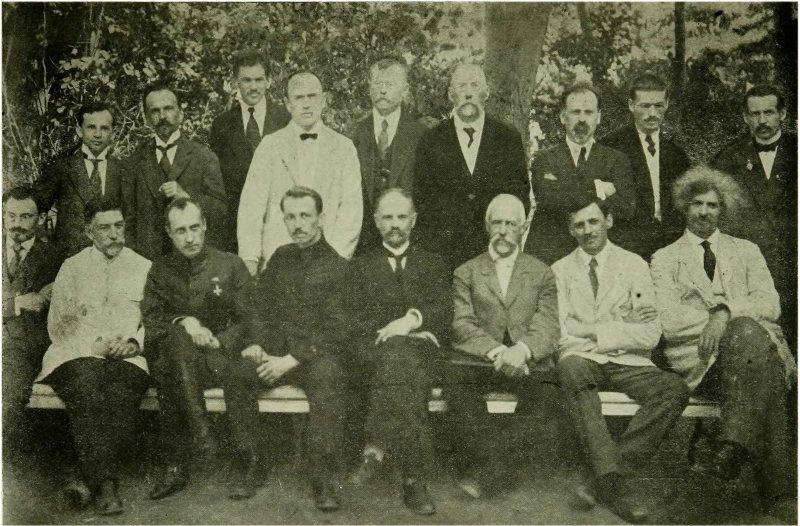
Les membres du gouvernement provisoire de Sibérie le 4 juillet 1918, quelques jours après sa formation. Au centre se trouve le président du gouvernement, Pyotr Vologodski.

Le Gouvernement provisoire de Sibérie (plus tard le Gouvernement provisoire de Sibérie autonome), était un gouvernement antibolchévique éphémère de la Sibérie créé par le Mouvement Blanc à l'été 1918 à Omsk. Officiellement lié au Komuch dans le Directoire d'Omsk créé en septembre, il a servi de base à la dictature ultérieure d'Alexandre Koltchak.
Le Gouvernement provisoire sibérien (GPS) était l'un des nombreux organismes qui sont apparus en Sibérie au début de la guerre civile, s'arrogeant l'autorité gouvernementale.

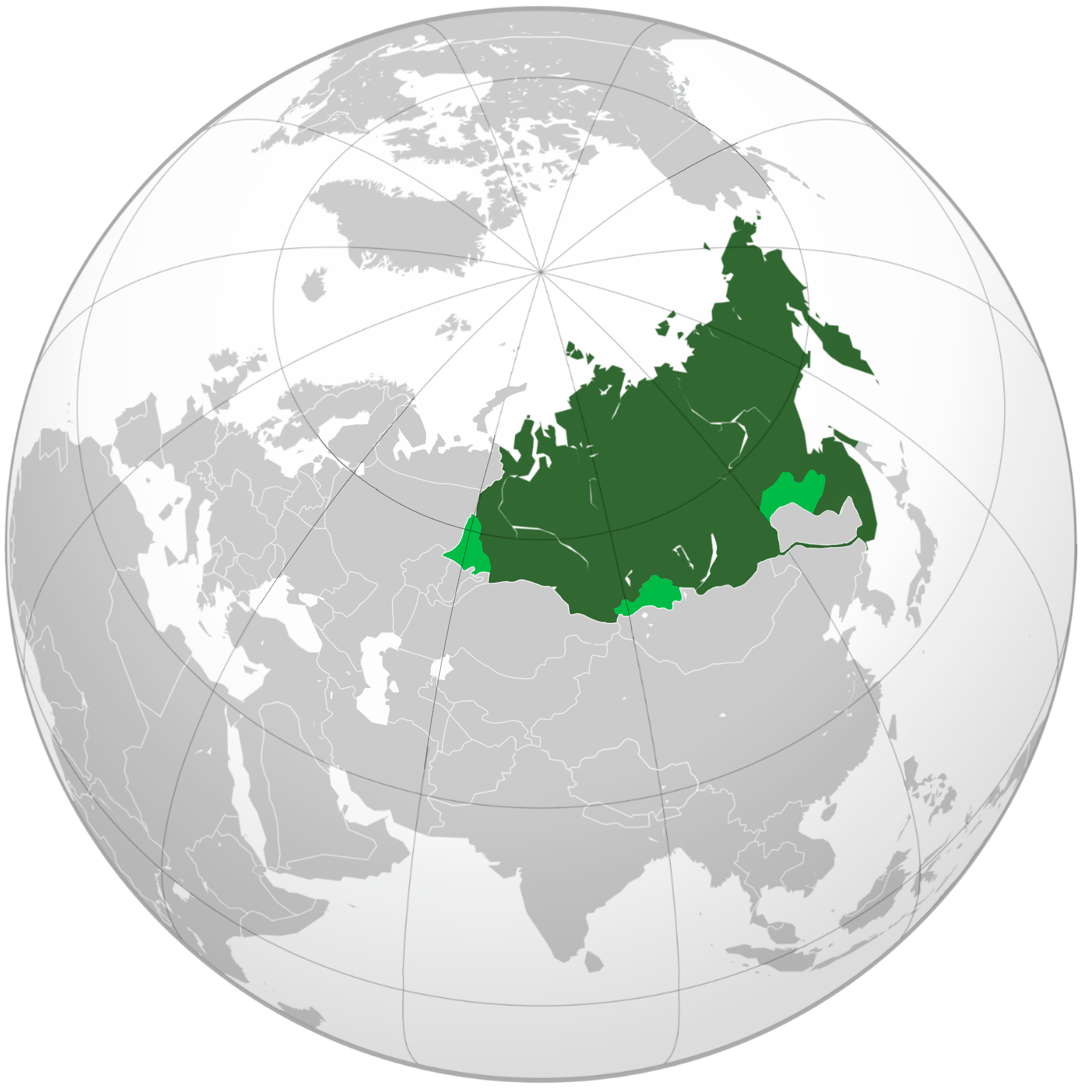
Carte du gouvernement.

## Histoire
La prise du pouvoir par le Parti bolchevique à Petrograd lors de la Révolution russe de novembre 1917 est suivie de la dispersion de l'Assemblée constituante russe tôt le matin du 19 janvier 1918, organe qui avait été dominé par les élus du Parti des socialistes-révolutionnaires (PSR), dirigé par Victor Tchernov. Cette usurpation d'autorité par le Conseil des commissaires du peuple et le 2e Congrès panrusse des soviets ne met pas fin à l'opposition au régime bolchévique.
En décembre 1917, des élections ont été organisées pour choisir une Douma régionale sibérienne qui devait se réunir dans la ville de Tomsk. En raison du tempérament révolutionnaire de l'époque, la classe moyenne et la bourgeoisie avaient été exclues des élections à cet organe, une décision vivement dénoncée par le Parti démocratique constitutionnel centriste (connu sous le nom de K-D, ou Kadets). De plus, les bolchéviks considéraient l'effort sibérien comme une tentative à peine voilée de saper la souveraineté nationale de leur régime naissant et refusaient de participer aux élections de cette Douma régionale sibérienne ou de reconnaître la légitimité de l'organe. Avec le parti Monarchiste; la droite ainsi exclue, le Centre miné et la gauche bolchévique boycottant, il n'est pas surprenant que les délégués élus à ce parlement régional sibérien aient été dominés par les membres du PSR de Tchernov.
Après un délai rendu nécessaire par l'impossibilité de réunir un quorum d'élus, dans la nuit du 28 au 29 janvier 1918, une quarantaine de délégués parviennent enfin à se réunir à Tomsk pour conduire leurs affaires. Cet organe élit rapidement un gouvernement connu sous le nom de Gouvernement provisoire sibérien (G.P.S.), sous la présidence d'un jeune membre du Socialiste-révolutionnaire Piotr Derber.
Sur les vingt ministres du G.P.S., seuls six étaient présents à la réunion fondatrice des 28 et 29 janvier. Deux d'entre eux avaient été emprisonnés par les bolchéviks, et les autres étaient dispersés en Sibérie et en Chine du Nord, jugé par contumace, sans leur consentement préalable, certains d'entre eux, dont Derber, se sont rapidement enfuis en Extrême-Orient; d'autres se sont cachés.
Après le renversement des bolchéviks en Sibérie par les Légions tchécoslovaques et les organisations d'officiers russes, beaucoup de ceux qui ont reçu le pouvoir réel ne veulent pas reconnaître le gouvernement du parti SR. Lors d'une réunion à laquelle participent plusieurs membres du G.P.S. qui se trouvent encore en Sibérie occidentale, ils forment un nouveau gouvernement provisoire de Sibérie, dont le président du Conseil des ministres devient Petr Vologodskii. Derber n'est pas d'accord avec ce résultat et son G.P.S. lors de la réunion de Vladivostok, il est rebaptisé Gouvernement provisoire de la Sibérie autonome (G.P.S.A.).
Le G.P.S.A. et le nouveau G.P.S. ne se reconnaissent pas mutuellement et se revendiquent comme le seul gouvernement de Sibérie, mais le gouvernement de Derber n'a pas de forces armées. En peu de temps, Derber a démissionné et a quitté Vladivostok ; son successeur était I.A.Lavrov du parti socialiste-révolutionnaire. En octobre 1918, le G.P.S.A. s'est dissous à la suite de la formation du Gouvernement provisoire panrusse le 23 septembre 1918.

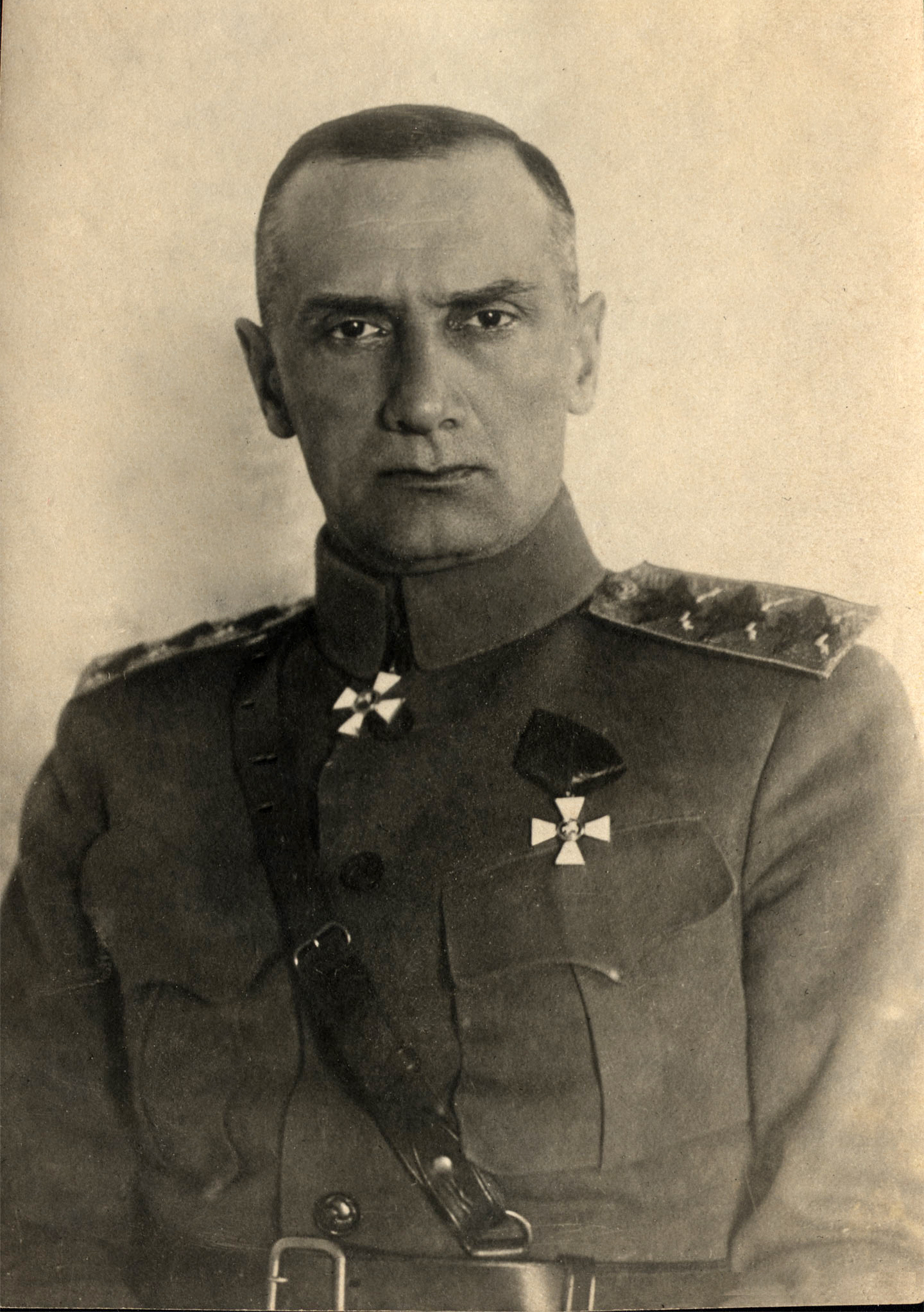
Alexandre Kolchak dirigeant suprême de la Russie

En novembre 1918, un coup d'État a eu lieu à Omsk, appelé le coup d'État de Kolchak, qui installa Alexandre Koltchak comme dirigeant suprême de la Russie.